# Horná Lehota (district de Brezno)
Pour les articles homonymes, voir Horná Lehota.
Horná Lehota est un village de Slovaquie situé dans la région de Banská Bystrica.

## Histoire
Première mention écrite du village en 1406.

## Démographie

### Évolution de la population
| Année:               | 1994. | 2004.    | 2014.   | 2024.   |
| -------------------- | ----- | -------- | ------- | ------- |
| Nombre de personnes: | 647   | 562      | 596     | 559     |
| Différence:          |       | -13,13 % | +6,04 % | -6,20 % |

| Année:               | 2023. | 2024.   |
| -------------------- | ----- | ------- |
| Nombre de personnes: | 571   | 559     |
| Différence:          |       | -2,10 % |